# ПРВ-11
ПРВ-11 Вершина — (индекс ГРАУ — 1РЛ119,по классификации НАТО — Side Net) — советский радиовысотомер. Стоял на вооружении бывших стран варшавского договора.

## История
К разработке ПРВ-11 приступили в 1953 году на НИИ-244 . Это была глубокая модернизация высотомера ПРВ-10. Его производство было освоено в 1960-х годах на Лианозовском электромеханическом заводе, позже в 1965 году производство было передано на Завод «Искра».

## Комплектация
Высотомер смонтирован на 3-х прицепах:
- Кабина В — приемо-передающая кабина на повозку КЗУ-16 (52-У-415).
- Кабина Э — (типа 761) — электростанция — агрегат АД-30. В части кабины размещается шкаф индикатора высоты.
- Кабина Э-Р — (типа 761) — электростанция — агрегат АД-30.
- Контейнер-укладка блока АЗ-01 (антенны), контейнеры с катушками кабеля и кольями.[1]